# Curtișoara, Gorj
Curtișoara este un sat ce aparține orașului Bumbești-Jiu din județul Gorj, Oltenia, România.
Aici se află Muzeul Arhitecturii Populare din Gorj, ce cuprinde un ansamblu de clădiri specifice regiunii, precum cule, case, mori, două biserici, anexe.

### Clădiri de interes cultural național
- Cula Cornoiu

 Acest articol despre o localitate din județul Gorj este deocamdată un ciot. Puteți ajuta Wikipedia prin completarea lui.